# Italian Songbook
Italian Songbook è un disco della cantante italiana Mina, pubblicato il 27 novembre 2020.
L'album è diviso in 2 dischi venduti singolarmente e intitolati rispettivamente Cassiopea e Orione.

## Tracce

### Cassiopea
CD
1. Anche Un Uomo (Remastered 2020) – 4:48 (testo: Alberto Testa ("Dina Tosi"), Ludovico Peregrini e Mike Bongiorno – musica: Anselmo Genovese; edizioni musicali PDU/Curci) – Tratta da: Attila (1979)
2. La Lontananza (Remastered 2020) – 6:11 (testo: Domenico Modugno e Enrica Bonaccorti – musica: Domenico Modugno; edizioni musicali PDU) – Tratta da: Sconcerto (2001)
3. Vento Nel Vento (Remastered 2020) – 4:36 (testo: Mogol – musica: Lucio Battisti; edizioni musicali GSU / RTI Music) – Tratta da: Paradiso (Lucio Battisti Songbook) (2018)
4. Caruso (Remastered 2020) – 4:07 (Lucio Dalla; edizioni musicali GSU / RTI Music) – Tratta da: Ti conosco mascherina (1990)
5. Oro + La canzone del sole (Remastered 2020) (feat. Audio 2 che cantano: La canzone del sole) – 5:59 (testo: Mogol (Oro) +  (La canzone del sole) – musica: Pino Mango (Oro) + Lucio Battisti (La canzone del sole); edizioni musicali GSU / RTI Music) – Tratta da: Canarino mannaro (1994)
6. I Migliori Anni Della Nostra Vita (Remastered 2020) – 5:16 (testo: Guido Morra – musica: Maurizio Fabrizio; edizioni musicali GSU / RTI Music) – Tratta da: Mina Nº 0 (1999)
7. Canzoni stonate (Remastered 2020) – 4:12 (testo: Mogol – musica: Aldo Donati; edizioni musicali GSU / RTI Music) – Tratta da: Ridi pagliaccio (1988)
8. Fortissimo (Remastered 2020) – 4:20 (testo: Lina Wertmüller – musica: Bruno Canfora; edizioni musicali GSU / RTI Music) – Tratta da: Ti conosco mascherina (1990)
9. Malafemmena (Remastered 2020) – 3:32 (Antonio De Curtis "Totò"; edizioni musicali GSU / RTI Music) – Tratta da: Ti conosco mascherina (1990)
10. Volami Nel Cuore (Remastered 2020) – 3:34 (testo: Alberto Testa – musica: Gualtiero Malgoni e Manrico Mologni; edizioni musicali GSU / RTI Music) – Tratta da: Cremona (1996)
11. Con Te Sarà Diverso (Remastered 2020) – 4:32 (testo: Fabrizio Berlincioni – musica: Mauro Culotta; edizioni musicali GSU / RTI Music) – Tratta da: Leggera (1997)
12. Compagna Di Viaggio (Remastered 2020) – 4:11 (Giorgio Faletti; edizioni musicali GSU / RTI Music) – Tratta da: Piccolino (2011)
13. Volevo Scriverti Da Tanto (Remastered 2020) – 4:27 (testo: Maria Francesca Polli – musica: Moreno Ferrara; edizioni musicali GSU / RTI Music) – Tratta da: Maeba (2018)
14. L'uomo Dell'Autunno (Remastered 2020) – 4:44 (testo: Giuseppe Fulcheri – musica: Maurizio Fabrizio; edizioni musicali GSU / RTI Music) – Tratta da: Piccolino (2011)
15. Un tempo piccolo (Inedito) – 4:06 (Franco Califano, Alberto Laurenti e Antonio Gaudino; edizioni musicali GSU / RTI Music)

LP
Disco 1 Lato A
1. Anche Un Uomo (Remastered 2020) – 4:48
2. La Lontananza (Remastered 2020) – 6:11
3. Vento Nel Vento (Remastered 2020) – 4:36
4. Caruso (Remastered 2020) – 4:07

Disco 1 Lato B
1. Oro + La canzone del sole (Remastered 2020) (feat. Audio 2 che cantano: La canzone del sole) – 5:59
2. I Migliori Anni Della Nostra Vita (Remastered 2020) – 5:16
3. Canzoni Stonate (Remastered 2020) – 4:12
4. Fortissimo (Remastered 2020) – 4:20

Disco 2 Lato A
1. Malafemmena (Remastered 2020) – 3:32
2. Volami Nel Cuore (Remastered 2020) – 3:34
3. Con Te Sarà Diverso (Remastered 2020) – 4:32
4. Compagna Di Viaggio (Remastered 2020) – 4:11

Disco 2 Lato B
1. Volevo Scriverti Da Tanto (Remastered 2020) – 4:27
2. L'uomo Dell'Autunno (Remastered 2020) – 4:44
3. Un tempo piccolo (Inedito) – 4:06

### Orione
CD
1. Va bene, va bene così (Remastered 2020) – 5:23 (testo: Vasco Rossi – musica: Domenico Camporeale e Roberto Casini; edizioni musicali PDU/Curci) – Tratta da: Canarino mannaro (1994)
2. Oggi sono io (Remastered 2020) – 3:51 (Alex Britti; edizioni musicali PDU) – Tratta da: Mina in studio (DVD) (2003)
3. Portati via (Remastered 2020) – 3:53 (Stefano Borgia; edizioni musicali GSU / RTI Music) – Tratta da: Bula Bula (2005)
4. Almeno tu nell'universo (Remastered 2020) – 4:26 (testo: Bruno Lauzi – musica: Maurizio Fabrizio; edizioni musicali GSU / RTI Music) – Tratta da: Pappa di latte (1995)
5. Io domani (Remastered 2020) – 5:00 (Giancarlo Bigazzi e Gianni Bella; edizioni musicali GSU / RTI Music) – Tratta da: Sì, buana (1986)
6. Questa canzone (Remastered 2020) – 3:21 (testo: Paolo Limiti – musica: Mario Nobile; edizioni musicali GSU / RTI Music) – Tratta da: Piccolino (2011)
7. Che m'importa del mondo (Remastered 2020) – 3:49 (testo: Franco Migliacci – musica: Luis Enrique Bacalov; edizioni musicali GSU / RTI Music) – Tratta da: Canarino mannaro (1994)
8. Una lunga storia d'amore (Remastered 2020) – 3:45 (Gino Paoli; edizioni musicali GSU / RTI Music) – Tratta da: Uiallalla (1989)
9. Il cielo in una stanza (Remastered 2020) – 2:43 (Gino Paoli; edizioni musicali GSU / RTI Music) – Tratta da: The Collection 3.0 (1988)
10. L'importante è finire (Remastered 2020) – 3:22 (testo: Cristiano Malgioglio – musica: Alberto Anelli; edizioni musicali GSU / RTI Music) – Tratta da: La Mina (1975)
11. Ricominciamo (Remastered 2020) – 4:04 (testo: Luigi Albertelli – musica: Bruno Tavernese; edizioni musicali GSU / RTI Music) – Tratta da: Cremona (1996)
12. La sola ballerina che tu avrai (Remastered 2020) – 3:49 (testo: Samuele Cerri – musica: Mattia Gysi e Axel Pani; edizioni musicali GSU / RTI Music) – Tratta da: Selfie (2014)
13. Parlami d'amore Mariù (Remastered 2020) – 1:58 (testo: Ennio Neri – musica: Cesare Andrea Bixio; edizioni musicali GSU / RTI Music) – Tratta da: Lochness (1993)
14. Amara terra mia (Remastered 2020) – 4:09 (testo: Domenico Modugno e Enrica Bonaccorti – musica: Domenico Modugno; edizioni musicali GSU / RTI Music) – Tratta da: Sconcerto (2001)
15. Nel Cielo dei Bars (Inedito) – 3:28 (Fred Buscaglione e Leo Chiosso; edizioni musicali GSU / RTI Music)

LP
Disco 1 Lato A
1. Va bene, va bene così (Remastered 2020) – 5:23
2. Oggi sono io (Remastered 2020) – 3:51
3. Portati via (Remastered 2020) – 3:53

Disco 1 Lato B
1. Almeno tu nell'universo (Remastered 2020) – 4:26
2. Io domani (Remastered 2020) – 5:00
3. Questa canzone (Remastered 2020) – 3:21
4. Che m'importa del mondo (Remastered 2020) – 3:49

Disco 2 Lato A
1. Una lunga storia d'amore (Remastered 2020) – 3:45
2. Il cielo in una stanza (Remastered 2020) – 2:43
3. L'importante è finire (Remastered 2020) – 3:22
4. Ricominciamo (Remastered 2020) – 4:04

Disco 2 Lato B
1. La sola ballerina che tu avrai (Remastered 2020) – 3:49
2. Parlami d'amore Mariù (Remastered 2020) – 1:58
3. Amara terra mia (Remastered 2020) – 4:09
4. Nel Cielo dei Bars (Inedito) – 3:28